# Hrabstwo LaSalle (Illinois)

Piramida wieku hrabstwa

Hrabstwo LaSalle – hrabstwo w Stanach Zjednoczonych, w stanie Illinois. Według spisu z 2000 roku liczba ludności wynosiła 111 509. Siedzibą hrabstwa jest Ottawa.

## Geografia
Według spisu hrabstwo zajmuje powierzchnię 2 973 km², z czego 2 939 km² stanowią lądy, a 34 km² (1,14%) stanowią wody.

### Sąsiednie hrabstwa
- Hrabstwo Lee - północny zachód
- Hrabstwo DeKalb - północny wschód
- Hrabstwo Kendall - wschód
- Hrabstwo Grundy - wschód
- Hrabstwo Livingston - południowy wschód
- Hrabstwo Woodford - południe
- Hrabstwo Marshall - południowy zachód
- Hrabstwo Putnam - zachód
- Hrabstwo Bureau - zachód

## Historia
Hrabstwo LaSalle zostało utworzone w 1831 roku, z hrabstw Tazewell oraz Putnam. Zostało nazwane na cześć francuskiego badacza, Roberta de LaSalle.

## Demografia
Według spisu z 2000 roku hrabstwo zamieszkuje 111 509 osób, które tworzą 43 417 gospodarstw domowych oraz 29 827 rodzin. Gęstość zaludnienia wynosi 38 osób/km². Na terenie hrabstwa jest 46 438 budynków mieszkalnych o częstości występowania wynoszącej 16 budynków/km². Hrabstwo zamieszkuje 94,97% ludności białej, 1,55% ludności czarnej, 0,17% rdzennych mieszkańców Ameryki, 0,54% Azjatów, 0,02% mieszkańców Pacyfiku, 1,71% ludności innej rasy oraz 1,05% ludności wywodzącej się z dwóch lub więcej ras, 5,19% ludności to Hiszpanie, Latynosi lub inni.
W hrabstwie znajduje się 43 417 gospodarstw domowych, w których 31,70% stanowią dzieci poniżej 18 roku życia mieszkający z rodzicami, 55,70% małżeństwa mieszkające wspólnie, 9,20% stanowią samotne matki oraz 31,30% to osoby nie posiadające rodziny. 27,40% wszystkich gospodarstw domowych składa się z jednej osoby oraz 13,30% żyję samotnie i ma powyżej 65 roku życia. Średnia wielkość gospodarstwa domowego wynosi 2,49 osoby, a rodziny wynosi 3,04 osoby.
Przedział wiekowy populacji hrabstwa kształtuje się następująco: 25,20% osób poniżej 18 roku życia, 8,10% pomiędzy 18 a 24 rokiem życia, 28,00% pomiędzy 25 a 44 rokiem życia, 22,30% pomiędzy 45 a 64 rokiem życia oraz 16,40% osób powyżej 65 roku życia. Średni wiek populacji wynosi 38 lat. Na każde 100 kobiet przypada 97,90 mężczyzn. Na każde 100 kobiet powyżej 18 roku życia przypada 96,40 mężczyzn.
Średni dochód dla gospodarstwa domowego wynosi 40 308 dolarów, a średni dochód dla rodziny wynosi 49 533 dolarów. Mężczyźni osiągają średni dochód w wysokości 39 256 dolarów, a kobiety 22 097 dolarów. Średni dochód na osobę w hrabstwie wynosi 19 185 dolarów. Około 6,90% rodzin oraz 9,10% ludności żyje poniżej minimum socjalnego, z tego 13,10% poniżej 18 roku życia oraz 6,20% powyżej 65 roku życia.

## Miasta
- Earlville
- LaSalle
- Marseilles
- Mendota
- Oglesby
- Ottawa
- Peru
- Streator

## Wioski
- Cedar Point
- Dana
- Grand Ridge
- Kangley
- Leland
- Leonore
- Lostant
- Naplate
- North Utica
- Ransom
- Rutland
- Somonauk
- Seneca
- Sheridan
- Tonica
- Troy Grove (miejsce urodzenia Dzikiego Billa Hickoka, wtedy nazywane  Homer)

## CDP
- Dayton
- Lake Holiday